# 땀본
땀본(ตำบล,tambon)은 암프(amphoe, distric) 아래의 태국의 하부 행정 구역 단위이다. 주를 의미하는 짱왓(province, changwat)과 암프에 이은 세번 째의 행정 단위이며, 2009년을 기준으로 7225개의 땀본이 있다.

## 역사
하위 행정구역으로서의 땀본은 꽤 오랜 역사를 가지고 있다. 땀본은 이미 19세기부터 주도에 의해 다스려지는 두번 째의 행정 단위였다. 당시 주지사가 촌장을 임명했다.

## 같이 보기
- 타이의 주
- 타이의 하부 행정 구역
- 암프